# Aponeurose
Als Aponeurose (altgriechisch ἀπὸ ‚von … weg‘ oder ‚ab-‘, νεῦρον ‚Sehne‘ – ‚Sehnenplatte‘) bezeichnet man in der Medizin flächige oder platte Strukturen aus Bindegewebe. Sie dienen als sehniger Ansatz eines Muskels oder der Verlängerung der Muskelendsehnen, z. B. an der schrägen Bauchmuskulatur, Handbeuger (Palmarflexoren, palmare Beugersehne).

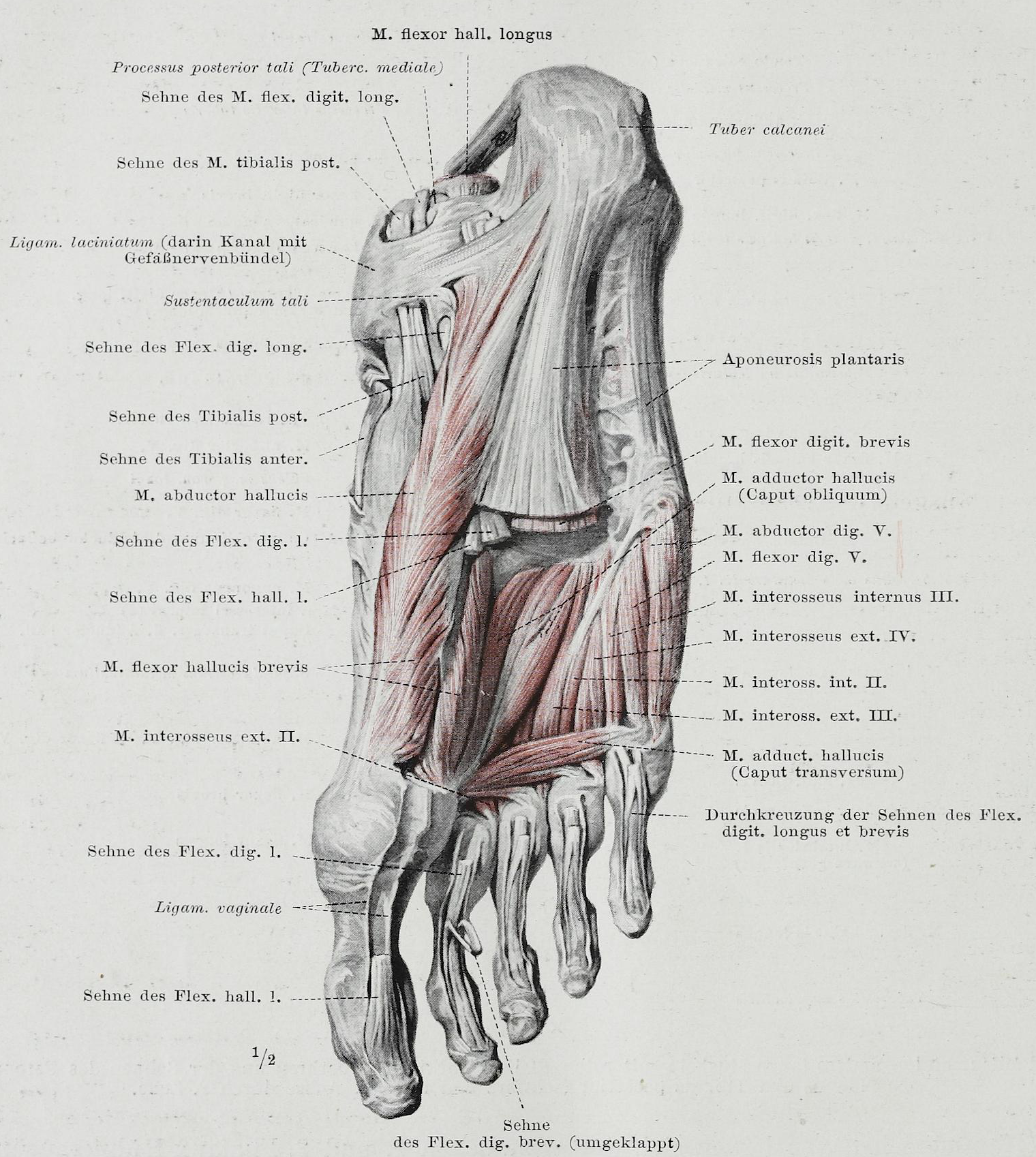
Plantaraponeurose partiell reseziert.

Die Plantaraponeurose dient vor allem der Verspannung und Aufrechterhaltung des Fußgewölbes und schützt die Muskeln, Sehnen, Nerven und Blutgefäße der Fußsohle. 
Die Palmaraponeurose schützt die Nerven und Gefäße der Hand.